# Saint-Sauflieu
Saint-Sauflieu é uma comuna francesa na região administrativa de Altos da França, no departamento de Somme. Estende-se por uma área de 7,76 km². Em 2010 a comuna tinha 992 habitantes (densidade: 127,8 hab./km²).